# Санта-Мария-делле-Грацие-алле-Форначи-фуори-Порта-Кавалледжери (титулярная диакония)
Санта-Мария-делле-Грацие-алле-Форначи-фуори-Порта-Кавалледжери — титулярная церковь была создана Папой Иоанном Павлом II 3 мая 1985 года.. Титулярная диакония принадлежит церкви Санта-Мария-делле-Грацие-алле-Форначи-фуори-Порта-Кавалледжери, расположенной в квартале Рима Аурелио, на пьяцца Аурелио.

## Список кардиналов-дьяконов и кардиналов-священников титулярной диаконии Санта-Мария-делле-Грацие-алле-Форначи-фуори-Порта-Кавалледжери
- Дурайсами Симон Лурдусами — (25 мая 1985 — 29 января 1996), титулярная диакония pro illa vice (29 января 1996 — 2 июня 2014);
- Марио Дзенари — (19 ноября 2016 — по настоящее время).